# Joachim Lothar Carstens
Joachim Lothar Carstens (* 20. Januar 1655 in Lübeck; † 15. Oktober 1727 ebenda) war ein deutscher Bürgermeister der Hansestadt Lübeck.

## Leben
Joachim Lothar Carstens war Sohn des Lübecker Ratsherrn Joachim Friedrich Carstens. Er studierte Rechtswissenschaften an den Universitäten Rostock, Königsberg und Frankfurt/Oder. Nach einer Grand Tour nach Italien 1691 wurde er 1694 Ratssekretär in Lübeck und 1701 Protonotar. 1715 wurde er in den Rat der Stadt erwählt und 1722 deren Bürgermeister. Er war weiter Vorsteher der St.-Petri-Kirche. Sein Wappen befand sich am Prospekt der 1725 renovierten Orgel dieser Kirche. Er wurde in der Lübecker Marienkirche beerdigt. Der Rektor des Katharineums Johann Henrich von Seelen hielt ihm die Leichenrede. Im Jahr nach seinem Tod wurde sein jüngerer Bruder, der Kaufmann Nikolaus Carstens in den Rat gewählt.
Er bewohnte das Haus Johannisstraße 20.
Zu seiner Hochzeit mit Anna Catharina Leopold 1695 komponierte Dietrich Buxtehude die Hochzeitskantate Trionfo festivo (BuxWV 117).